# شبكة مثلثات غير منتظمة
إن شبكة المثلثات غير المنتظمة (TIN) هي بنية بيانات رقمية تستخدم في نظام المعلومات الجغرافية (GIS) في تمثيل سطح ما. فشبكة المثلثات غير المنتظمة عبارة عن تمثيل قائم على متجه لسطح الأرض المادي أو قاع البحر، ويتألف هذا التمثيل من عقد وخطوط ذات إحداثيات ثلاثية الأبعاد (س وص وع) والتي يتم تنظيمها في شبكة من المثلثات التي لا تتطابق على بعضها البعض. وتشتق شبكة المثلثات غير المنتظمة عادةً من بيانات الارتفاع من نموذج الارتفاع الرقمي (DEM) المتسامت. وتكمن فائدة استخدام شبكة المثلثات غير المنتظمة بدلاً من نموذج الارتفاع الرقمي التسامتي في رسم الخرائط والتحليل في أن نقاط تلك الشبكة تتوزع توزيعًا متنوعًا اعتمادًا على الخوارزمية التي تحدد أي النقاط أكثر أهمية لوضع تمثيل دقيق للتربة. وبهذا يكون دخل البيانات مرنًا وتكون هناك حاجة لتخزين نقاط أقل مما هو عليه الحال في نموذج الارتفاع الرقمي التسامتي، حيث يتم توزيع النقاط توزيعًا منتظمًا. وقد تكون شبكة المثلثات غير المنتظمة أقل مناسبةً من نموذج الارتفاع الرقمي التسامتي بالنسبة لأنواع معينة من استخدام نظام المعلومات الجغرافي، مثل تحليل انحدار السطح والناحية. كان فيل ميلور (Phil Mellor) أول من ابتكر تلك الشبكة أثناء دراسة علم الاجتماع في جامعة إدنبرة.

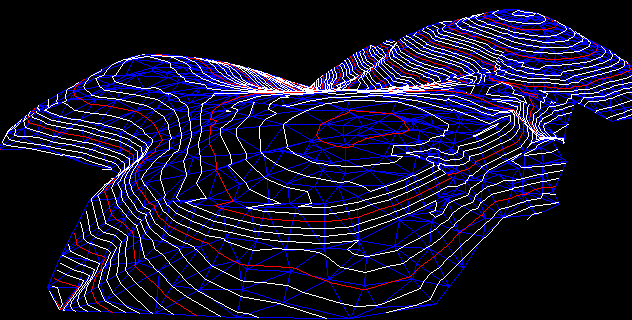
شبكة المثلثات غير المنتظمة مغشية بخطوط محيطية

تتألف شبكة المثلثات غير المنتظمة من شبكة مثلثية من الرؤوس، تعرف باسم نقاط الكتلة، ترتبط بها إحداثيات في أبعاد ثلاثة وتتصل من الحواف لتشكل فسيفساء مثلثية. ويتم على الفور إنشاء مرئيات ثلاثية الأبعاد باستخدام الأوجه المثلثية. وفي المناطق حيث يكون هناك تنوع طفيف في ارتفاع السطح، يمكن المباعدة بين النقاط في حين تزداد كثافة النقطة في المنطقة حيث يكون هناك تنوع كبير في ارتفاع السطح.
تقوم شبكة المثلثات غير المنتظمة بصورة تقليدية على تثليث ديلاوني ولكن يقتصر استخدامها على اختيار نقاط دخل البيانات: يتم وضع النقاط المختارة جيدًا بحيث تلتقط التغيرات الكبيرة في شكل السطح، مثل القمم التضاريسية وانهيار المنحدرات والأخاديد وأسطح الوادي والحفر والممرات الجبلية.
رغم أن تلك الشبكة ترتبط عادةً بالبيانات ثلاثية الأبعاد (س وص ع) والتضاريس، فإنها تفيد أيضًا في وصف وتحليل التوزيعات والعلاقات الأفقية العامة (س وص) distributions and relationships.
ولقد وضع دبليو راندولف فرانكلين أول برنامج لشبكة المثلثات غير المنتظمة الخاصة بنظام المعلومات الجغرافية، وذلك تحت إشراف دافيد دوجلاس وتوماس بويكر في جامعة سيمون فريسر عام 1973.